# سيرجي لافرينوف
سيرجي لافرينوف (مواليد 28 يناير 1981) هو سبّاح روسي، مثّل بلاده في الألعاب الأولمبية الصيفية 2000.

## روابط خارجية
سيرجي لافرينوف على موقع أوليمبيديا (الإنجليزية)